# Sédniv
Sédniv (ucraniano: Се́днів) es un sélyshche de Ucrania perteneciente al raión de Chernígov de la óblast de Chernígov.
En 2022, la localidad tenía una población de 1041 habitantes. Es sede de un municipio que incluye como pedanías siete localidades rurales, sumando la población municipal algo más de tres mil habitantes. El municipio se formó en 2020 mediante la fusión del antiguo ayuntamiento urbano de Sédniv (que únicamente incluía como pedanía a Nové) con los hasta entonces vecinos consejos rurales de Chernysh (con su pedanía Klóchkiv), Velyki Dyrchyn (con sus pedanías Lashuký y Mali Dyrchyn) y Makyshyn; estos dos últimos ayuntamientos pertenecían hasta entonces al raión de Horodniá.
Se ubica unos 20 km al noreste de la capital regional Chernígov, sobre la carretera R13 que lleva al trifinio con Bielorrusia y Rusia. Al este de la localidad fluye el río Snov.

## Historia
Tiene su origen en una importante ciudad medieval de la Rus de Kiev que se denominaba "Snovsk" (topónimo histórico que en 2016 fue adoptado por una ciudad cercana). Snovsk era una de las principales fortalezas del principado de Chernígov, pero quedó casi completamente destruida en la invasión mongola. El pueblo actual de Sédniv fue fundado en 1620 por la República de las Dos Naciones, tras adquirir el área en la paz de Deúlino, en un campo cercano a las ruinas de la antigua Snovsk. Como consecuencia del tratado de Poliánovka, en 1635 se fijó aquí la sede de una vólost en el voivodato de Chernígov. Tras la rebelión de Jmelnitski pasó a ser sede de una sotnia en el regimiento cosaco de Chernígov, llegando a albergar Sédniv su propio regimiento en 1659. En el Imperio ruso se organizó como un mistechko en la gobernación de Chernígov.
En 1932, la localidad fue una de las más afectadas por el Holodomor en la recién creada óblast de Chernígov. Se produjo en Sédniv una rebelión popular contra los comunistas locales, reclamando la restauración de la República Popular Ucraniana, en protesta contra la confiscación de alimentos. La localidad fue incluida en las tablas negras y fue castigada con una confiscación total de alimentos, resultando en casi 150 muertos por hambruna en Sédniv. Como parte del castigo, su estatus fue rebajado al de pueblo hasta que en 1959 fue elevado a asentamiento de tipo urbano. Tras la disolución de la Unión Soviética se están haciendo esfuerzos para reconocer el asentamiento como un centro cultural: en 2001 fue incluido en la lista de localidades históricas de Ucrania y en 2009 el presidente Víktor Yushchenko firmó un decreto por el que se establecía un plan especial de protección y reconstrucción del patrimonio histórico de Sédniv.